# Hafnerkreuz in Rednitzhembach

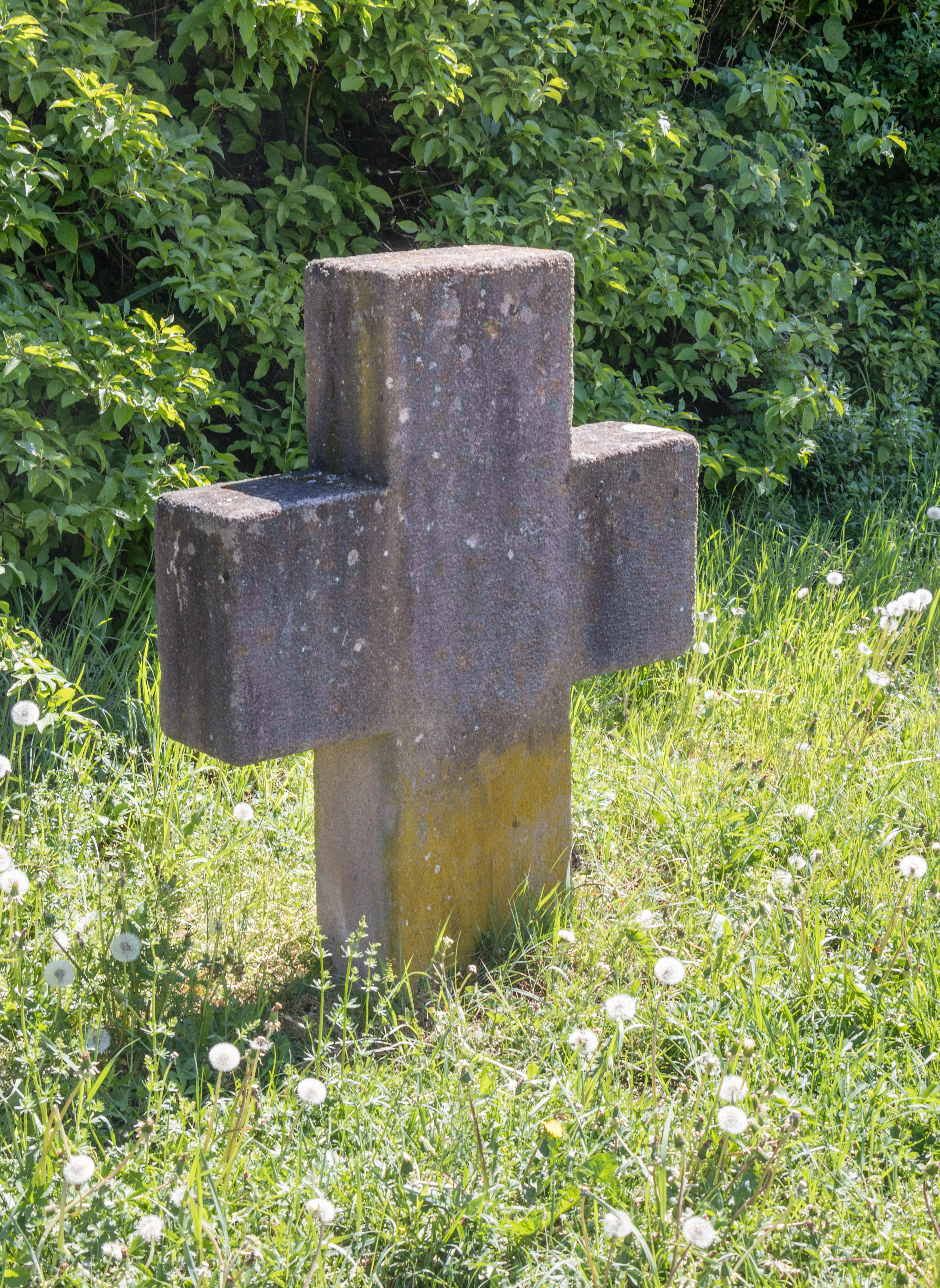
Hafnerkreuz

Das Hafnerkreuz in Rednitzhembach ist das Replikat eines historischen Flurdenkmales in der mittelfränkischen Gemeinde Rednitzhembach in Bayern.
Das Steinkreuz befindet sich am nördlichen Ortsrand der Gemeinde Rednitzhembach. Das moderne lateinische Kreuz steht dort in einem Grünstreifen zwischen einem Lärmschutzwall der Bundesstraße B2 und der Ortsstraße „Schafftnacher Weg“. 
Das Kleindenkmal besteht aus Sandstein, ist kaum verwittert und hat die Abmessungen 110 × 90 × 17 cm.

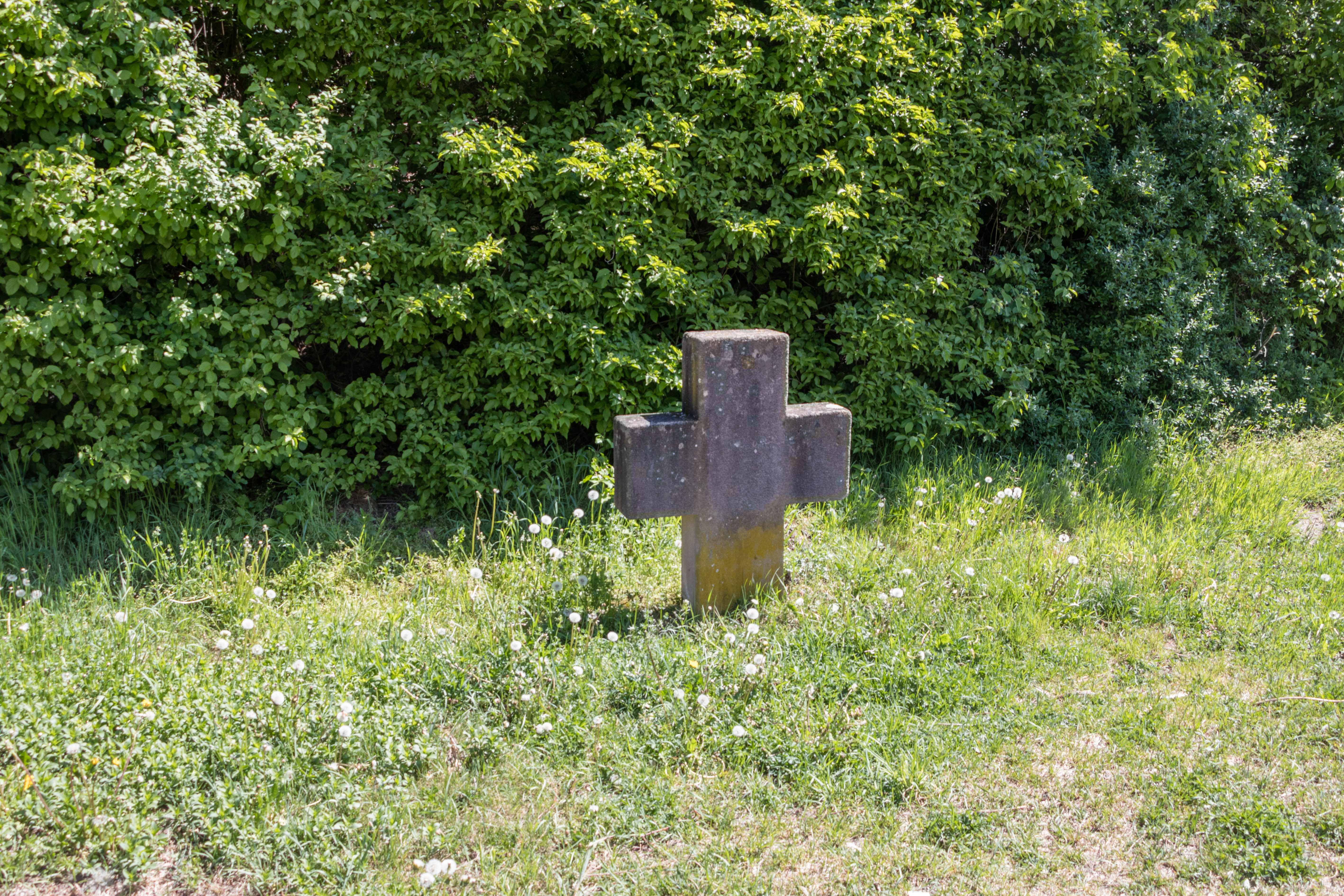
Standort

Dem Namen nach erinnert es wohl an den Tod eines Hafners (Töpfer). In früheren Zeiten zogen Pfannen-, Hafen- und Topfflicker, Messer- und Scherenschleifer mit Handwagen von Dorf zu Dorf. Man vermutet einen Überfall mit Todesfolgen.
Bei dem Kreuz handelt es sich um das Replikat aus dem Jahre 1975 eines abgängigen historischen Sühnekreuzes. Vom ursprünglichen Kreuz war nur noch ein Torso vorhanden, der beim Bau der B2 verschwunden ist. Das neue Kreuz wurde zweimal versetzt und steht seit 2014 an seinem heutigen Standort. 
Wann und warum genau das abgängige, historische Kreuz aufgestellt wurde, ist nicht überliefert.
Sage: 